# Фег, Мари
Мари Фег (фр. Marie-Josèphe Fegue; 28 мая 1991) — французская тяжелоатлетка, двукратная чемпионка Европы 2022 и 2023 годов. Чемпионка Африки 2013 года.

## Карьера
Выступая за Камерун, на Чемпионате Африки в 2013 году в Касабланке, в категории до 69 кг стала чемпионкой.
На чемпионате Европы 2022 года в Тиране, в Албании в категории до 76 кг стала чемпионкой по сумме двух упражнений с результатом 245 килограммов. В упражнениях ей также достались две малые золотые медали.
В Ереване, на чемпионате Европы 2023 года в категории до 76 кг завоевала золотую медаль с результатом 253 кг по сумме двух упражнений. В отдельных упражнениях также ей достались две малые золотые медали.

## Достижения
Чемпионат Европы
| Результат | Вес      | Год  | Место соревнований | Рывок | Толчок | Общий вес |
| Золото    | до 76 кг | 2022 | Тирана, Албания    | 110,0 | 135,0  | 245,0     |
| Золото    | до 76 кг | 2023 | Ереван, Армения    | 113,0 | 140,0  | 253,0     |